# Uovo di cristallo
L'Uovo di cristallo (o Uovo di cristallo di rocca con miniature girevoli) è una delle uova imperiali Fabergé, un uovo di Pasqua gioiello che l'ultimo Zar di Russia, Nicola II donò a sua moglie la Zarina Aleksandra Fëdorovna Romanova il 24 marzo 1896, per la Pasqua dello stesso anno nel quale la giovane coppia era improvvisamente ascesa al trono.
Fu fabbricato a San Pietroburgo nel 1896 sotto la supervisione di Michael Perkhin, per conto del gioielliere russo Peter Carl Fabergé, della Fabergè, che emise fattura per 6.750 rubli.

## Proprietari
Nel 1909 l'uovo è stato portato nello studio dell'imperatrice al Palazzo d'Inverno.
Durante la Rivoluzione russa, nel 1917, l'uovo fu confiscato dal Governo provvisorio con molti altri tesori imperiali e trasportato all'Armeria del Cremlino a Mosca insieme a circa quaranta altre uova. 
Nel 1930 fu venduto dall'Antikvariat per 8.000 rubli (circa 4.000 dollari) ad Armand Hammer, insieme ad altre nove uova imperiali.
Nel 1945 le Hammer Galleries, che fino a quel momento avevano pubblicizzato l'uovo ad un prezzo di 55.000 dollari, lo vendettero a Lillian Thomas Pratt di Fredericksburg, Virginia (1876–1947), moglie del dirigente della General Motors John Lee Pratt. 
Fu l'ultimo delle cinque uova di Pasqua imperiali acquistate da Lillian Pratt che alla sua morte nel 1947 le lasciò in eredità al Virginia Museum of Fine Arts di Richmond, dove sono in mostra permanente nella European Decorative Art Collection.

## Descrizione
Le due metà del guscio di cristallo di rocca sono unite da una fascia verticale d'oro smaltato in verde smeraldo, con una fila di diamanti al centro, che culmina sopra l'uovo con un supporto sul quale è montato uno smeraldo siberiano da 27 carati (5,4 g.) taglio cabochon, una delle gemme più grandi usate da Fabergé per le sue uova imperiali.
L'uovo è sorretto da un piedistallo formato da due semisfere d'oro poste una sopra l'altra, ognuna contornata da una fila di diamanti taglio rosetta e decorata con un motivo in smalto a colori vivaci costituito da monogrammi della zarina.
Il monogramma di prima del matrimonio, come Principessa Alix d'Assia-Darmstadt, è ripetuto sulla superficie curva della semisfera superiore, quello di Alexandra Fedorovna imperatrice di Russia sulla semisfera inferiore.
Ogni monogramma è sormontato da una corona di diamanti del rispettivo casato reale.
Il tutto poggia su una base circolare di cristallo di rocca.

### Sorpresa
Nell'uovo ci sono dodici dipinti in miniatura che raffigurano vari palazzi e residenze significativi per l'Imperatrice:
ogni luogo evoca un ricordo speciale, come i giorni del corteggiamento tra Nicola e Alessandra, che si erano sposati appena due anni prima, nel 1894.
Ogni miniatura ha una ricca cornice d'oro fissata ad un albero centrale d'oro scanalato, che passa verticalmente attraverso l'uovo.
Premendo e ruotando il grande smeraldo cabochon un gancio si sposta verso il basso e sfoglia le miniature all'interno dell'uovo come le pagine di un libro, così è possibile vedere due dipinti per volta.
I dodici edifici raffigurati sono:
- Neues Palais a Darmstadt: il palazzo dove l'imperatrice è nata.
- Schloss Kranichstein, Darmstadt: una residenza estiva preferita in gioventù dalla Zarina.
- Castello di Balmoral, Scozia: appartenente alla Regina Vittoria, nonna di Aleksandra, meta delle vacanze nell'infanzia.
- Altes Palais (Vecchio Palazzo Granducale) a Darmstadt: residenza ufficiale del padre di Aleksandra, Luigi IV Granduca d'Assia.
- Castello di Wolfsgarten, vicino a Darmstadt: casino di caccia della famiglia di Aleksandra, visitata da bambina.
- Castello di Windsor, vicino a Londra: una residenza della Regina Vittoria dove Aleksandra fu ospite da bambina.
- Cappella Palatina del Castello di Ehrenburg[senza fonte], a Coburgo: dove Aleksandra accettò di sposare Nicola.
- Castello di Rosenau a Coburgo: che Nicola e Aleksandra visitarono il giorno dopo il loro fidanzamento.
- Osborne House, Isola di Wight: dove Nicola si recava per vedere Aleksandra durante il fidanzamento.
- Palazzo d'Inverno a San Pietroburgo: il luogo delle nozze di Nicola e Aleksandra.
- Palazzo Aničkov a San Pietroburgo: residenza di Marija Fëdorovna, dove Aleksandra trascorse il suo primo anno in Russia.
- Palazzo di Alessandro a Carskoe Selo, vicino a San Pietroburgo: residenza invernale favorita della famiglia imperiale.[2]

Dieci delle miniature sono firmate dal Johannes Zehngraf (1857–1908).